# Maurycy Gottlieb

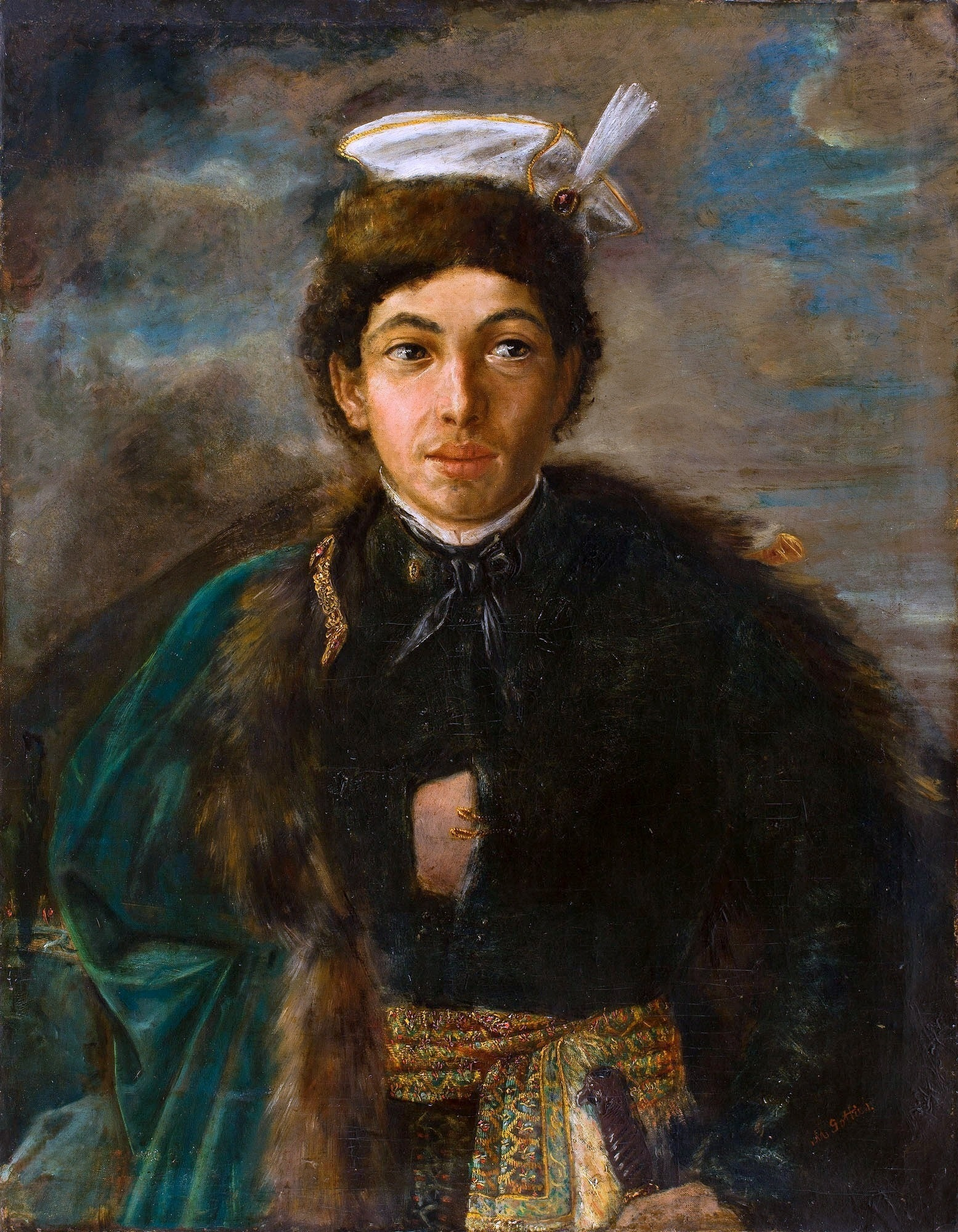
Zelfportret, 1876

Maurycy (Mosjee) Gottlieb (Drohobycz, 21 of 28 februari 1856 - Krakau, 17 juli 1879) was een Joods-Pools schilder. Ondanks zijn vroege overlijden op 23-jarige leeftijd, heeft hij een oeuvre van meer dan 300 werken achtergelaten.
Maurycy werd geboren in Drohobycz, destijds deel van het Keizerrijk Oostenrijk (nu Drohobytsj, Oekraïne). Hij kwam uit een gezin van 11 kinderen. Op 15-jarige leeftijd begon hij zijn studie aan de kunstacademie van Wenen. Later zou hij onder Jan Matejko in Krakau studeren maar wegens antisemitische medestudenten verliet hij binnen een jaar Matejko's atelier en vertrok naar het Noorse Molde. Na een aantal jaar keerde hij terug naar Wenen om op zoek te gaan naar zijn joodse wortels.
Zijn leven kende een tragisch einde. Hij vroeg Laura Rosenfeld ten huwelijk, maar zij wees zijn verzoek af. Hij stond op het punt met iemand anders te trouwen, maar overleed aan een griep en keelontsteking. Volgens een theorie zou Rosenfelds afwijzing een belangrijke rol in zijn overlijden hebben gespeeld. Hij zou nadat hij vernam dat Rosenfeld een Berlijnse bankier zou trouwen een einde aan zijn leven hebben gemaakt door zich bloot te stellen aan hevige kou. Hij zou bovendien geleden hebben aan depressies. Gottlieb werd begraven op de Nieuwe Joodse Begraafplaats in Krakau.
In totaal zijn meer dan 300 werken van Maurycy bewaard gebleven, alhoewel vele onvoltooid. Na de val van het IJzeren gordijn, werd zijn werk herontdekt en begon zijn reputatie snel te groeien.
Zijn broer Leopold Gottlieb, vijf jaar na Maurycy's overlijden geboren, volgde in zijn voetsporen en werd ook een kunstschilder.

## Joden bidden in de synagoge op Jom Kipoer

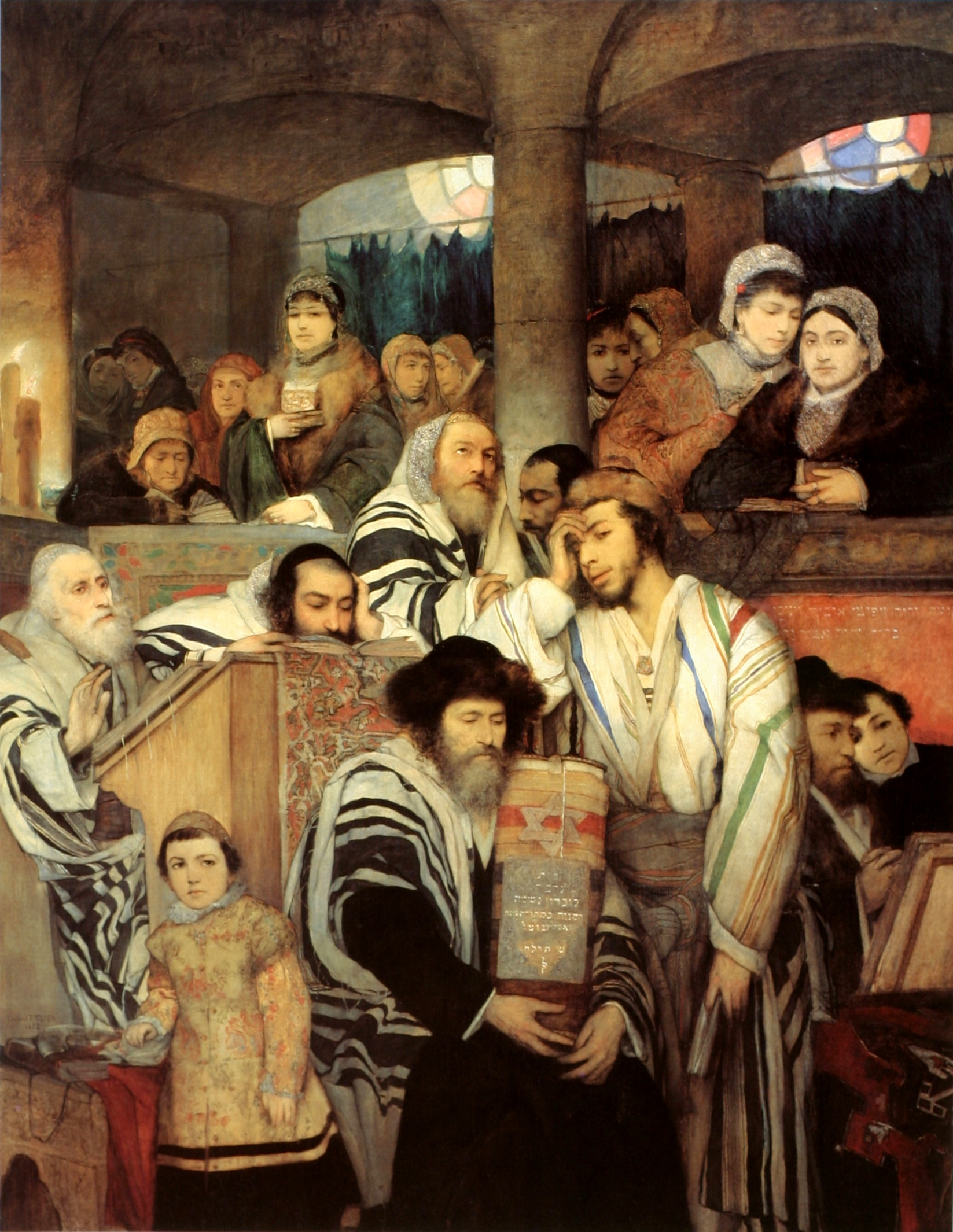
Synagogedienst op Jom Kipoer, 1878
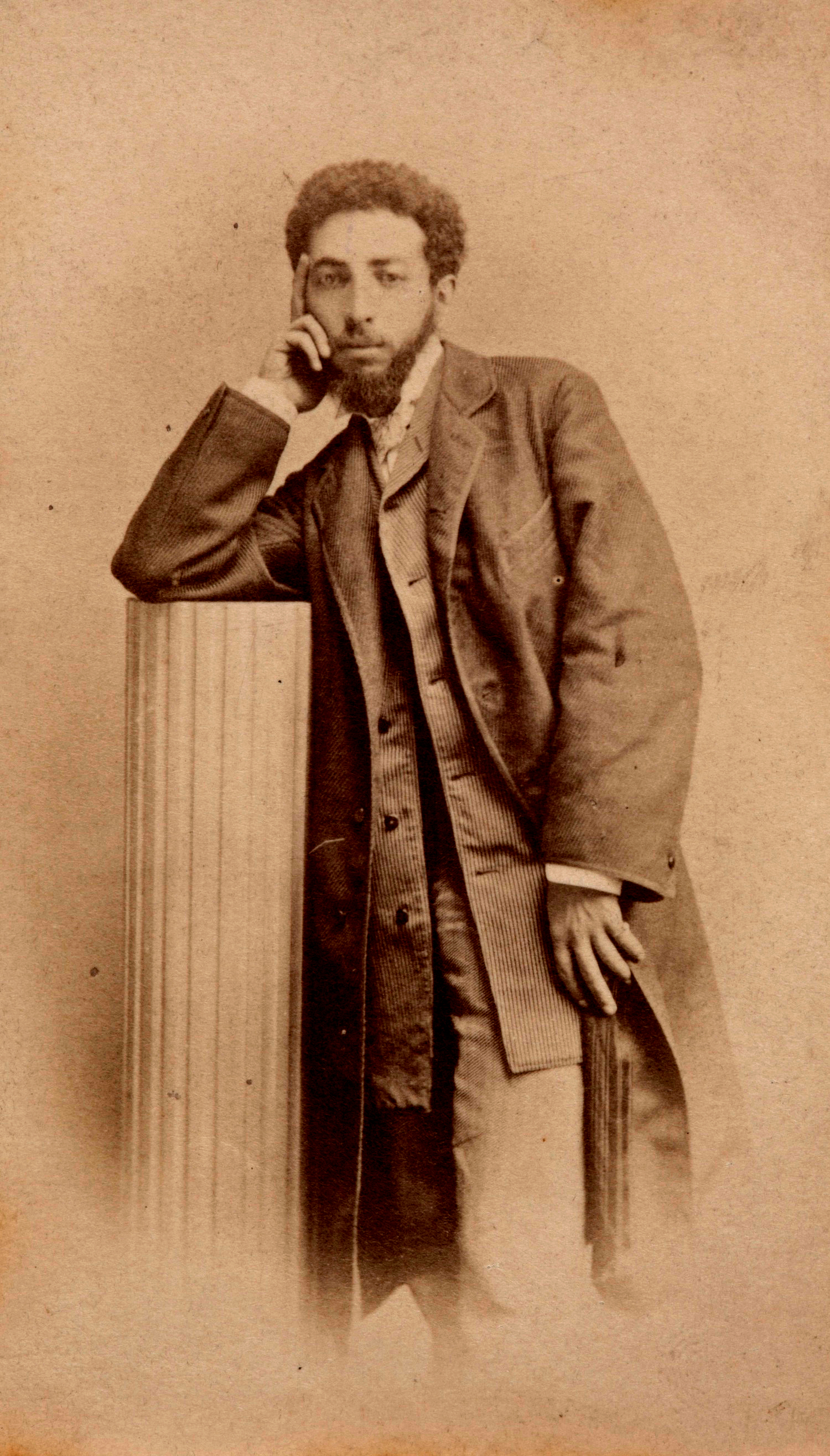
Gottlieb in dezelfde pose als op zijn schilderij "Joden bidden in de synagoge op Jom Kipoer"

Het beroemdste schilderij van Gottlieb is "Joden bidden in de synagoge op Jom Kipoer". Het wordt gezien als het meest gereproduceerde joodse kunstwerk. Het schilderij toont familieleden van Gottlieb. Het gordijn, de mechitsa, dat voor de vrouwengalerij hangt is weggelaten, zodat de vrouwen op het schilderij te zien zijn. Onder hen bevindt zich zijn geliefde, Laura Rosenfeld.
Gottlieb heeft zichzelf driemaal afgebeeld:
- Als de staande jongeman in het midden, met zijn hand tegen het hoofd. De pose is gelijk aan die op een foto van hem uit 1877
- Helemaal rechts als jongen, rond de leeftijd van bar mitswa, samen met zijn vader
- Links onderaan als jongen die voor het eerst naar cheider (school) gaat. Op het tafeltje ligt een sjofar.

Op de mantel van de Torarol staat de tekst "… geschonken ter nagedachtenis aan … R. Moshe Gottlieb, de rechtvaardige van gezegende herinnering." Alsof Gottlieb zijn eigen dood al voorzag. 

## Bibliografie

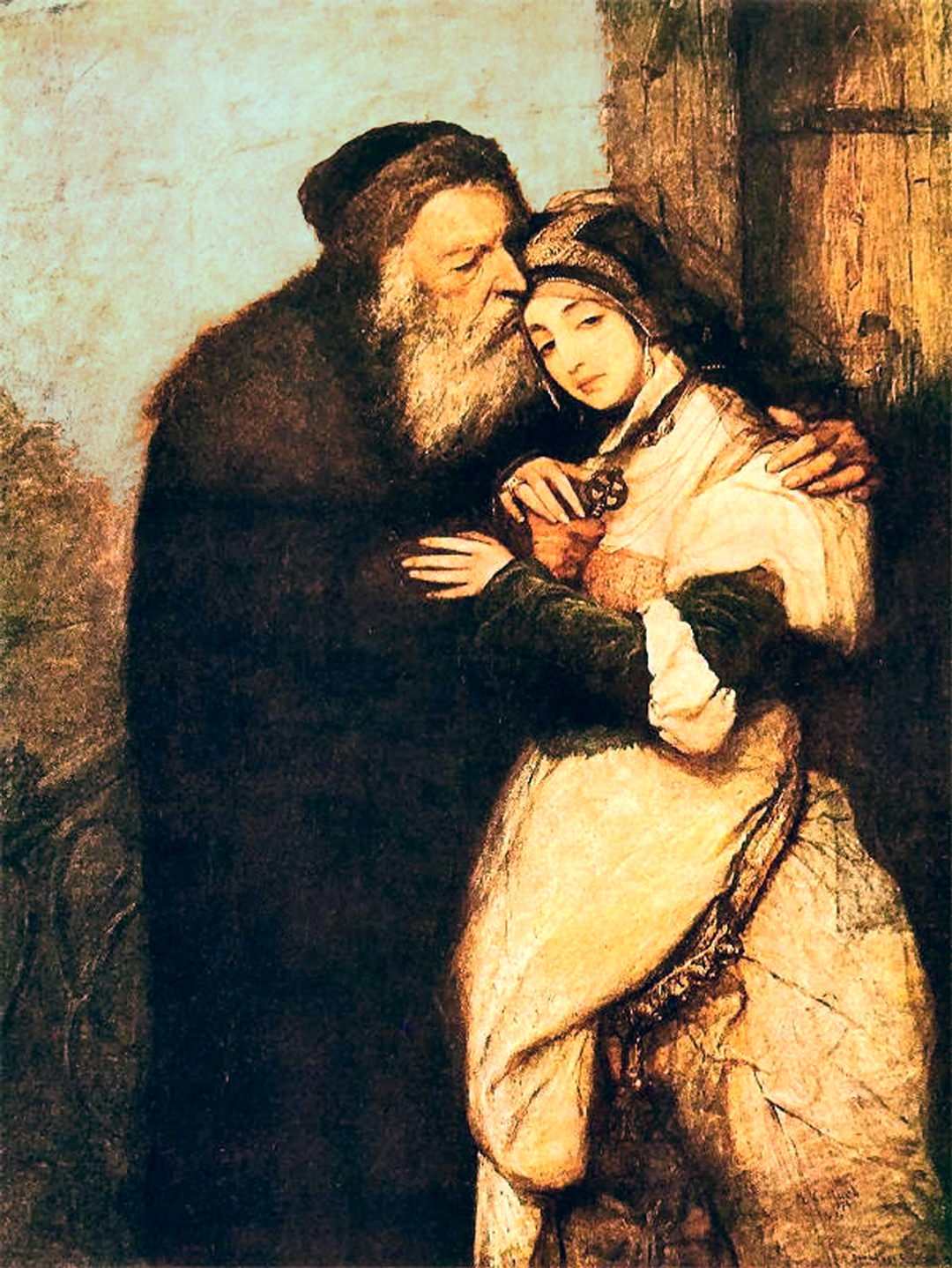
Shylock en Jessic, 1876